# Karl-Heinz Wellmann

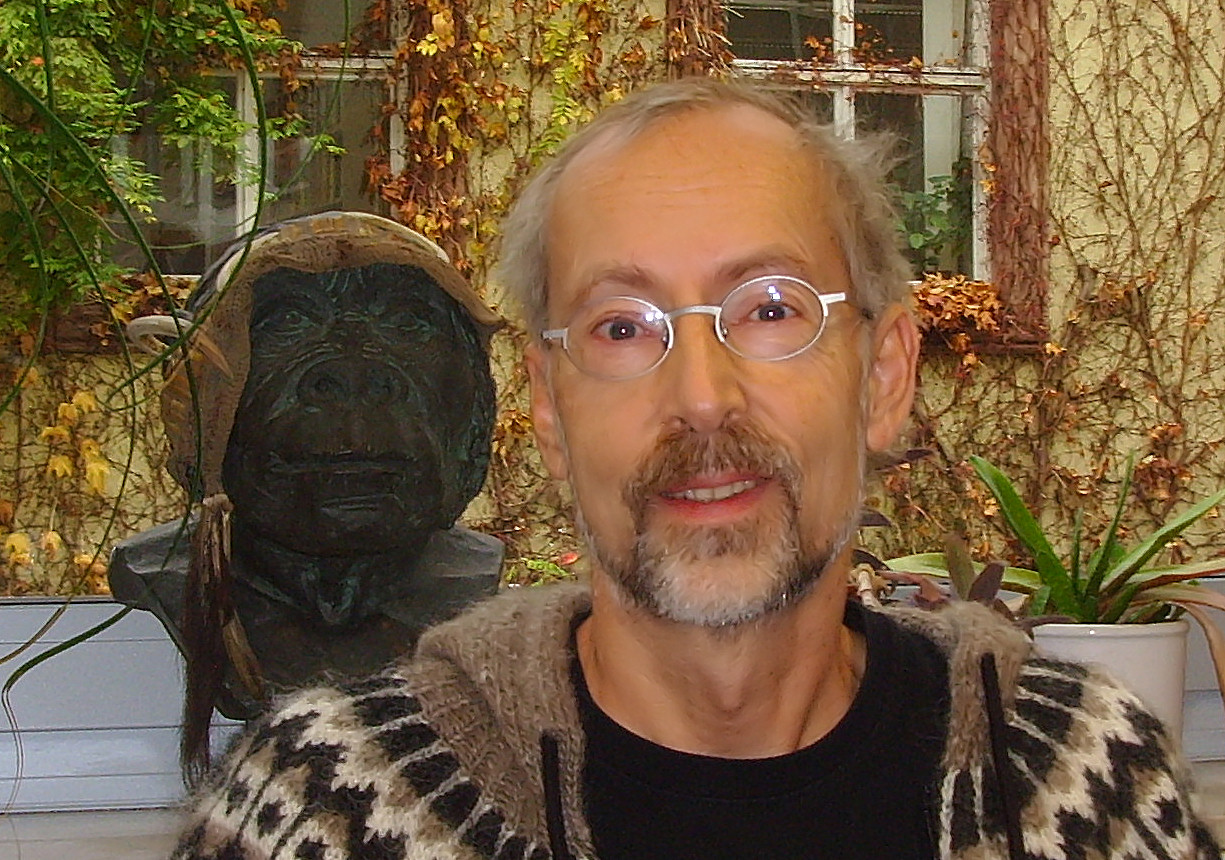
Karl-Heinz Wellmann (2012)

Karl-Heinz Wellmann (* 12. August 1954 in Frankfurt am Main) ist ein deutscher Wissenschaftsjournalist. Er war von April 1988 bis April 2017 Wissenschaftsredakteur beim Hessischen Rundfunk.

## Leben
Nach dem Besuch von Grundschule (Robert-Schumann-Schule, 1961–1965) und Geschwister-Scholl-Realschule (1965–1970) in Frankfurt-Heddernheim sowie dem Abitur auf der Frankfurter Ziehenschule (1973) – in der gleichen Klasse mit Matthias Horx und Rudolf Kriszeleit – studierte Wellmann zunächst Germanistik und Politikwissenschaften an der Johann Wolfgang Goethe-Universität in Frankfurt, unterbrach das Studium aber bald und absolvierte seinen Zivildienst im Kinderhort der Arbeiterwohlfahrt in einem so genannten sozialen Brennpunkt. Im Anschluss daran studierte Wellmann ab 1975 in Frankfurt Biologie sowie bei Christa Bürger und Horst Dieter Schlosser Germanistik. Von 1974 bis 1980 war er – zeitweise gemeinsam mit Harald Dörig – für den Liberalen Hochschulverband Mitglied im Studentenparlament, in der Fachschaftsvertretung Biologie (gemeinsam mit Engelbert Schramm) und in anderen Selbstverwaltungsgremien der Frankfurter Universität aktiv. Er gehörte zudem zeitweise dem Frankfurter Ortsvorstand der Jungdemokraten an. Von 1984 bis 1990 war Wellmann Vorsitzender des Ortsverbands Frankfurt der Humanistischen Union. 1990 promovierte er als Stipendiat der Friedrich-Naumann-Stiftung in der Arbeitsgruppe von Wolfgang Wiltschko über Hausmäuse.
1978 begann Karl-Heinz Wellmann seine journalistische Tätigkeit, zunächst nebenberuflich für die Lokalzeitung Frankfurter Nachrichten, ab 1980 auch für die Redaktion Natur und Wissenschaft der Frankfurter Allgemeinen Zeitung und ab 1982 für die Wissenschaftsredaktion des hr-Fernsehens.
Wellmann absolvierte 1985/86 ein Volontariat beim hr-Fernsehen. Von April 1988 bis Ende 2013 arbeitete er als Wissenschaftsredakteur im Hörfunkprogramm hr2-kultur und moderierte bis zu deren Einstellung im Jahr 2003 u. a. die Wissenschaftsmagazine von hr2-kultur; von Anfang 2014 bis Ende April 2017 war er als Wissenschaftsredakteur für das Hörfunkprogramm hr-info tätig. Von 1989 bis 1991 und dann wieder ab 1998 war er zusätzlich Redakteur des Funkkollegs, von 1999 bis 2012 war er außerdem Ausbilder für die ab 1999 vom hr-Hörfunk genutzten, digitalen Audio-Schnitt- und Archivsysteme.
1998 begann Karl-Heinz Wellmann mit der Herausgabe von Begleitbüchern zum Funkkolleg sowie von Büchern mit einer Auswahl von jeweils 111 Fragen, die Hörer des Hessischen Rundfunks in einer von ihm entwickelten Sendereihe gestellt hatten und von denen etwa 700 bis 800 teils von ihm, teils von einer Gruppe von Fachautoren im Programm hr1 beantwortet worden waren. Seit 2014 ist er Schöffe der Jugendkammern beim Landgericht Frankfurt am Main und wurde in dieser Funktion u. a. 2016/17 einberufen anlässlich der Verhandlung des Exorzismus-Todesfalles in Frankfurt am Main.
Der zweifache Vater Karl-Heinz Wellmann ist seit 1986 verheiratet und lebt im Rhein-Main-Gebiet.

## Veröffentlichungen
- mit Heike Ließmann, Eberhard Nembach und Henning Steiner (Hrsg.): Funkkolleg Sicherheit. Subjektive Ängste – objektive Gefahren. Verlag Königshausen & Neumann, Würzburg 2017, ISBN 978-3-8260-6216-2
- mit Judith Kösters und Heike Ließmann (Hrsg.):  Welt der Wirtschaft. Neue Fragen, einfach erklärt. Campus Verlag, Frankfurt am Main 2016, ISBN 978-3-593-50572-5
  - Sonderausgabe unter gleichem Titel: Band 1718 der Schriftenreihe der Bundeszentrale für politische Bildung. Bonn 2016, ISBN 978-3-8389-0718-5
- Zwischen Befreiungs- und Produktideologie – Schwarmintelligenz am Beispiel der Wikipedia. In: Peter Kemper, Julika Tillmanns und Alf Mentzer (Hrsg.): „Wir nennen es Wirklichkeit“: Denkanstöße zur Netzkultur. Reclam-Verlag, Stuttgart 2014, ISBN 978-3-15-020357-6.
- mit Regina Oehler und Eva Maria Siefert (Hrsg.): Gesund leben, gesund bleiben. Von Selbstheilungskräften und den Chancen und Risiken einer modernen Medizin. Beltz Verlag, Weinheim/Basel 2014, ISBN 978-3-407-85999-0.
- mit Regina Oehler und Utz Thimm: Was ist gutes Wetter? Ausgewählte Texte aus dem Funkkolleg Mensch und Klima. Jonas Verlag, Marburg 2011, ISBN 978-3-89445-441-8.
- mit Utz Thimm und Regina Oehler (Hrsg.): Wetter im Wandel. Begleitbuch zum Funkkolleg „Mensch und Klima“ Jonas Verlag, Marburg 2010, ISBN 978-3-89445-438-8.
- mit Regina Oehler und Volker Bernius (Hrsg.): Was kann Psychologie? Wer wir sind und wie wir sein könnten. Beltz Verlag, Weinheim 2009, ISBN 978-3-407-47203-8 (als Audio-CD: ISBN 978-3-407-47204-5).
- mit Regina Oehler (Hrsg.): Alles wandert: Migration als Prinzip des Lebens. Jonas Verlag, Marburg 2009, ISBN 978-3-89445-415-9.
- mit Regina Oehler und Volker Bernius (Hrsg.): Wer wir sind – und wie wir sein könnten: Funkkolleg Psychologie. Herder Verlag, Freiburg 2008, ISBN 978-3-451-29967-4.
- mit Volker Bernius, Peter Kemper und Regina Oehler (Hrsg.): Erlebnis Zuhören. Eine Schlüsselkompetenz wiederentdecken. (= „Edition Zuhören“. Band 7). Vandenhoeck & Ruprecht, Göttingen 2007, ISBN 978-3-525-48007-6.
- mit Volker Bernius, Peter Kemper und Regina Oehler (Hrsg.): Der Aufstand des Ohrs – die neue Lust am Hören. Verlag Vandenhoeck & Ruprecht, Göttingen 2006, ISBN 3-525-49095-X.
- mit Utz Thimm (Hrsg.): Warum ist es nachts dunkel? Was wir vom Weltall wirklich wissen. Kosmos-Verlag, Stuttgart 2006, ISBN 3-440-10719-1.
- mit Utz Thimm (Hrsg.): Nicht von dieser Welt. 25 Exkursionen in das Universum. Kosmos Verlag, Stuttgart 2005, ISBN 3-440-10554-7.
- Können Vögel husten? 111 neue Antworten auf Fragen, die Ihnen schon immer auf den Nägeln brannten. Jonas Verlag, Marburg 2005, ISBN 3-89445-346-X.
- mit Xiuru Huang [Übersetzer]: 魚會口渴嗎? : 90 個異想天開的趣味問題 (‘‘Yu hui kou ke ma? 90 ge yi xiang tian kai de qu wei wen ti.‘‘) Taibei Shi: Jiu jing chu ban she gu fen you xian gong si, 2005, ISBN 986-137-034-X.
- Moderne Enzyklopädisten. Wie die kostenlose Internet-Datenbank Wikipedia entsteht. Hessischer Rundfunk, hr2, 18. Mai 2005, (Audiodatei)
- mit Utz Thimm (Hrsg.): In aller Munde. Ernährung heute. Suhrkamp Verlag (stw 3602), Frankfurt am Main 2004, ISBN 3-518-45602-4.
- mit Utz Thimm (Hrsg.): Essen ist menschlich. Zur Nahrungskultur der Gegenwart. (= stw 3533). Suhrkamp Verlag, Frankfurt am Main 2003, ISBN 3-518-45533-8.

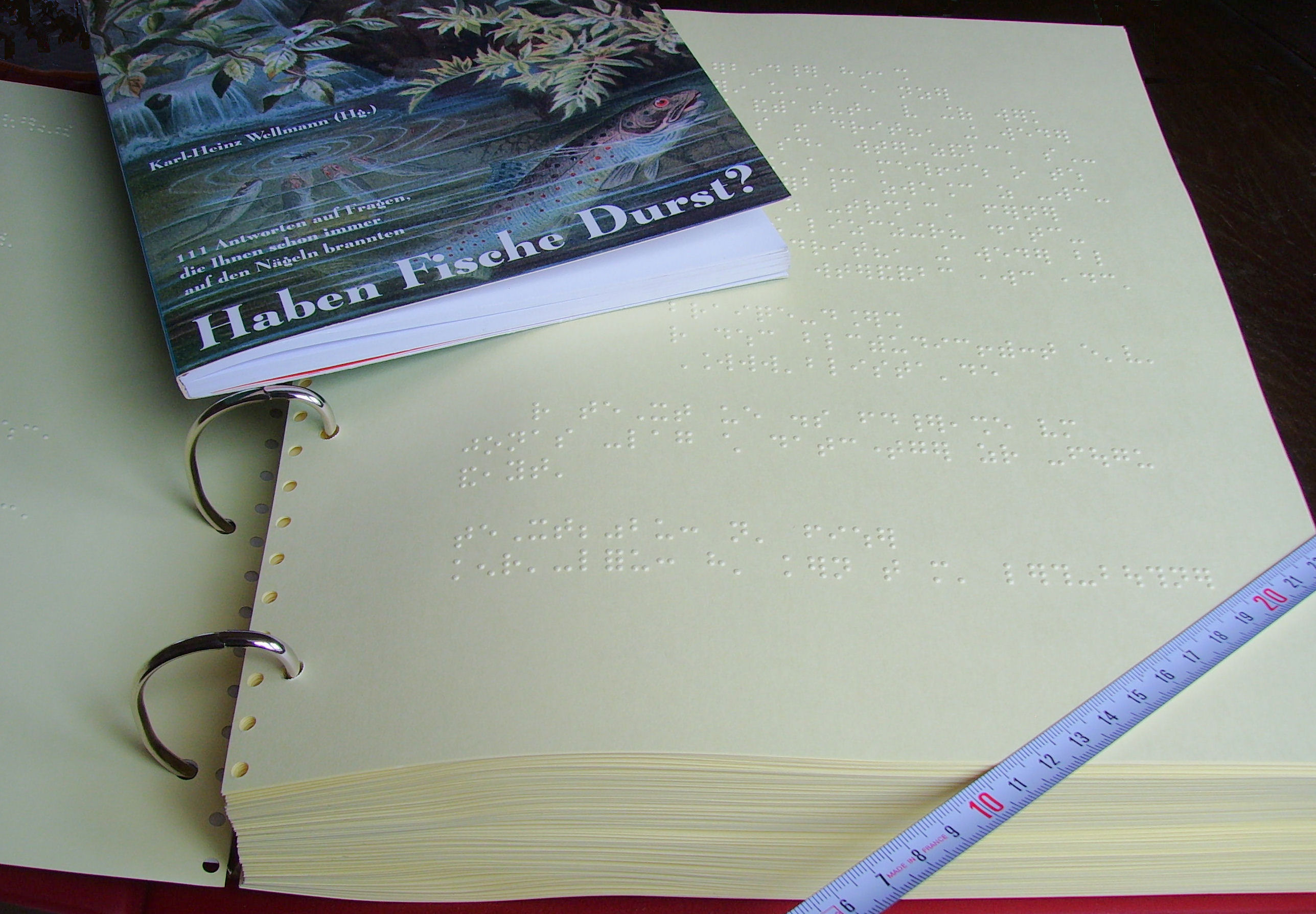
Haben Fische Durst?
in Brailleschrift und darauf die textgleiche Originalausgabe für Sehende

- Haben Fische Durst? 111 Antworten auf Fragen, die Ihnen schon immer auf den Nägeln brannten. Jonas-Verlag, Marburg 2003, ISBN 3-89445-316-8 (bearbeitete Neuausgabe: Piper, München 2007, ISBN 3-492-24988-4; eine Sonderausgabe des Deutschen Vereins der Blinden und Sehbehinderten in Studium und Beruf e. V. (DVBS), Marburg o. D., erschien in Brailleschrift).
- mit Utz Thimm (Hrsg.): Darwins Urenkel. Zwischen Evolutionsforschung und Gentechnik. Jonas Verlag, Marburg 2002, ISBN 3-89445-299-4.
- mit Utz Thimm (Hrsg.): Von Darwin zu Dolly – Evolution und Gentechnik. Jonas Verlag, Marburg 2001, ISBN 3-89445-289-7.
- Die Zukunft des Denkens: von der Psychologie zum Elektronengehirn. Lit Verlag, Münster 2000, ISBN 3-8258-5110-9.
- mit Utz Thimm (Hrsg.): Intelligenz zwischen Mensch und Maschine: von der Hirnforschung zur künstlichen Intelligenz. Begleitbuch zum Neuen Funkkolleg „Die Zukunft des Denkens“. Lit Verlag, Münster 1999, ISBN 3-8258-4466-8.
- Zur Wirkung disruptiver Selektion auf das Verhalten von Hausmäusen (Mus musculus domesticus Rutty). Maraun, Frankfurt am Main 1991, ISBN 3-927548-18-9.